# Ahne (Jade)

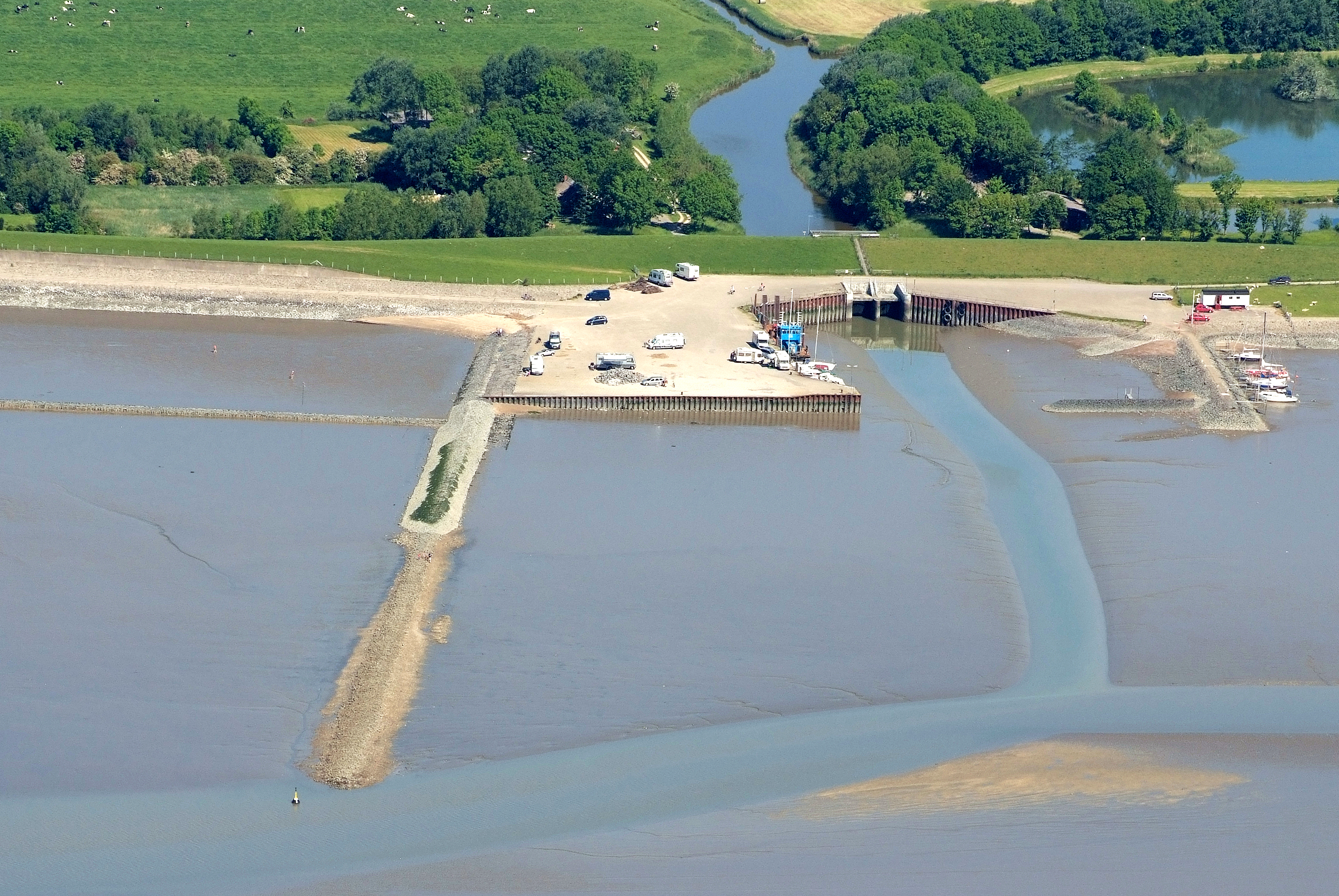
Eckwarder Ahndeich

Die Ahne ist heute ein Nebenfahrwasser der Jade im nordöstlichen Jadebusen, für das, wie für alle Fahrwasser im Jadegebiet, das Wasserstraßen- und Schifffahrtsamt Wilhelmshaven zuständig ist. Ein Süßwasser führendes Gewässer namens Ahne gibt es in der Wesermarsch heute nicht mehr.

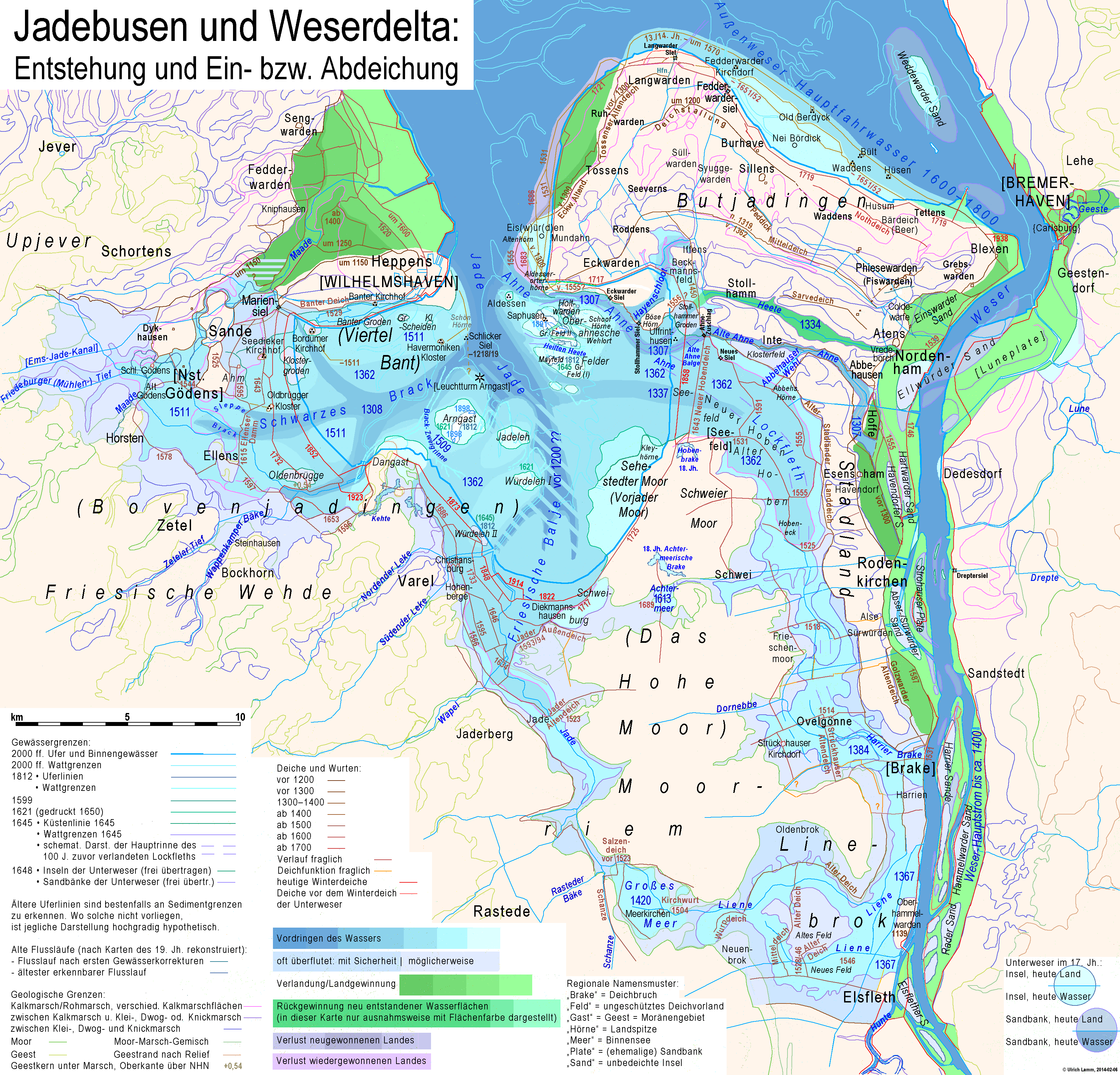
Entwicklung von Jadebusen und Weserdelta; Verlandung seit 1300 entstandener Wasserflächen ab 1500 nur indirekt über die Abdeichung dargestellt
→ Vergrößerungen: • 33 % (216 dpi), • 50 % (144 dpi)

Vor der Bildung des Jadebusens im späten Mittelalter war die Ahne ein linker Nebenfluss der Weser. Nach der Clemensflut am 23. November 1334 gab es eine Heete genannte Verbindung zwischen dem durch die Flut erweiterten Jadebusen und der Weser, die Butjadingen zu einer Insel machte und es vom Stadland abtrennte. Die ursprüngliche Ahne wurde zu einem Nebenarm der Heete. Nach der Zweiten Marcellusflut im Jahr 1362 gab es Verbindungen, teilweise sogar eine Verschmelzung zwischen der 1337 entstandenen Tiderinne Lockfleth und der Ahne. Bei dem Kloster Inte lag nun das Klosterfeld als Insel zwischen dem dann Alte Ahne genannte Gewässerabschnitt im Norden und der neuen großen Wasserfläche im Westen und Süden, in dem dann auch der ans Lockfleth anschließende Priel als Ahne oder Ante-Fluss bezeichnet wurde. Die ursprüngliche Kontinuität zur Alten Ahne war aber noch Mitte des 17. Jahrhunderts nur durch einen besonders stabilen Deichabschnitt unterbrochen, den Ahne-Zuschlag (vgl. Karte links).

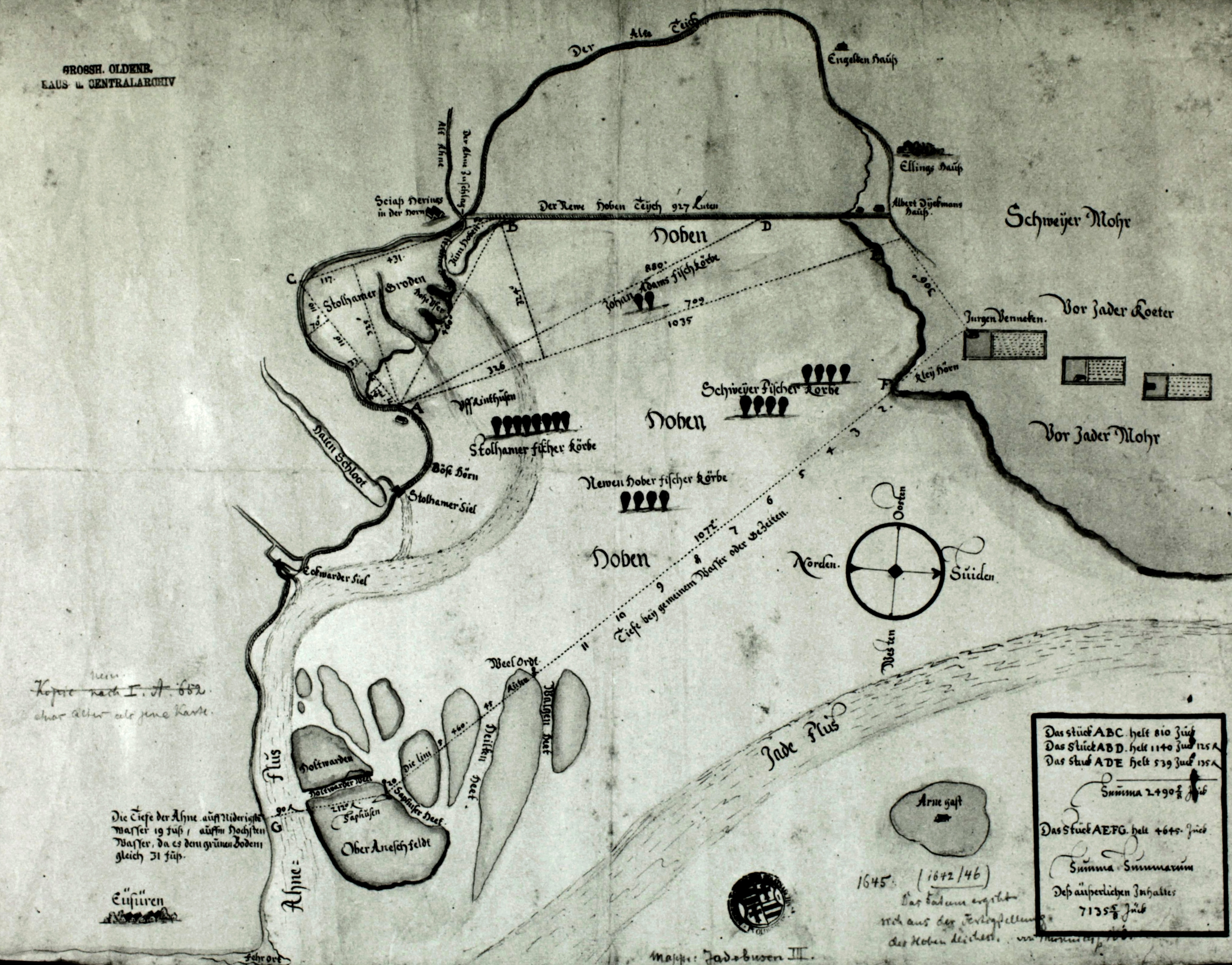
Die „Alte Ahne“ im Binnenland und der Priel „Ahne Flus(s)“ links = nördlich der Oberahneschen Felder im Jadebusen 1645, Tidenhub 12 Fuß

Seit einem Bruch des Weserdeichs 1384 an der Stelle des heutigen Brake floss der so entstandene Weserarm der Harrier Brake in das Lockfleth und damit in den Jadebusen. Das breite, schiffbare Gewässer wurde erst 1515 durch Deiche bei Ovelgönne unterbrochen. Die Trockenlegung dauerte bis über die Mitte des 17. Jahrhunderts. Von dem ehemals breiten Weserarm sind Zuggräben übrig geblieben, von denen einer heute noch den Namen Lockfleth, ein anderer den Namen Hoben trägt, wie der nördliche Abschnitt der ehemaligen Tiderinne in der Zeit ihres Bestehens auch genannt wurde.
Im Jadebusen verlief der Priel der Ahne nahe der östlichen Nordküste in Richtung Innenjade. Er trennte die Oberahneschen Felder von Butjadingen, zuletzt unbewohnte Inseln im Jadebusen, die im Laufe der Jahrhunderte von den Fluten der Nordsee weggeschwemmt wurden.
An die Ahne erinnern heute noch die Ahndeiche am Nordostufer des Jadebusens sowie in Stollhamm.